# Sidi Harazem
Sidi Harazem (en àrab سيدي حرازم, Sīdī Ḥarāzim; en amazic ⵙⵉⴷⵉ ⵃⵕⴰⵣⵎ) és una comuna rural de la prefectura de Fes, a la regió de Fes-Meknès, al Marroc. Segons el cens de 2014 tenia una població total de 5.622 persones. Està situat a 30 kilòmetres de Fes i és cèlebre per la seva aigua mineral, ja esmentada per Lleó l'Africà.